# Pétanque

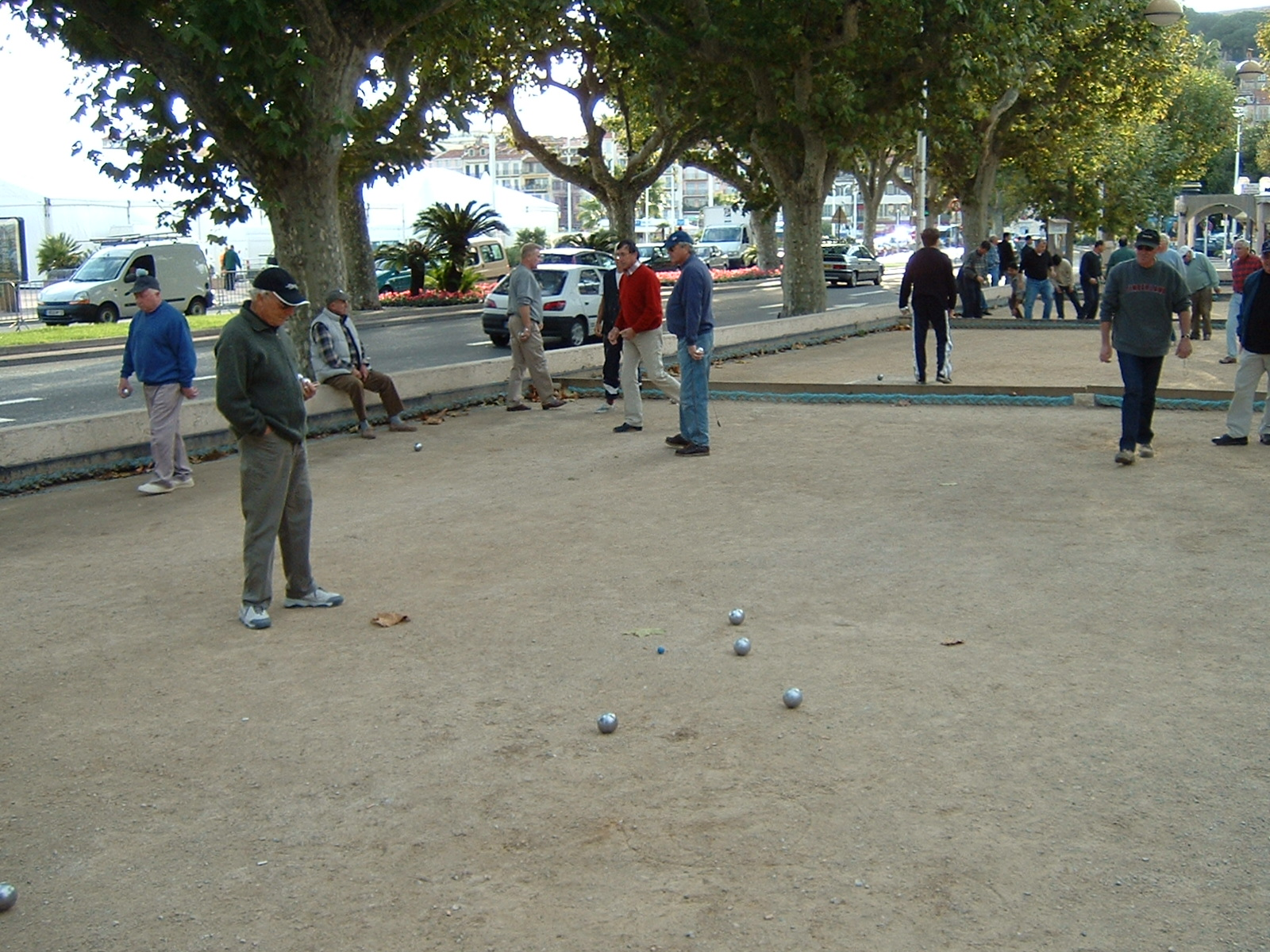
A pétanque játék

A pétanque az egy francia eredetű golyójáték. Neve a „mozdulatlan lábak” jelentésű francia pieds tanqués kifejezés szavainak összevonásából származik.

## Eredete
A golyójátékok már a középkortól rendkívül népszerűek voltak a francia hadseregben, IV. (Szép) Károly király a 14. században be is tiltotta őket a katonák számára, azért, hogy ne vonja el túlságosan a figyelmüket.
A játéknak sok helyi változata volt. A provence-i La Ciotat-ban történt, hogy Jules le Noir-nak, az egyik játékosnak megbénultak lábai, ezért nem tudta messzebbre dobni a golyót 10 méternél. Környezetében a játéknak egy olyan változata alakult ki, amelyben 50 centiméter átmérőjű körből kellett 6-10 méterre dobni a golyókat.
Az első petanque versenyt La Ciotat-ban Ernest Petiot szervezte 1910-ben. 1945. január 16-án alakult meg a Francia Pétanque Szövetség (Federation France de Pétanque et Jeu Provencal). 1958. március 8-án hét tagország (Belgium, Franciaország, Marokkó, Monaco, Olaszország, Spanyolország, Tunézia) Nemzetközi Pétanque Szövetséget alapított (Federation Internationale de Pétanque et Jeu Provencal).
A Magyar Pétanque Szövetség 1989-ben alakult meg, három tagszervezettel. Jelenleg 12 tagszervezete van.

## Játékszabályok

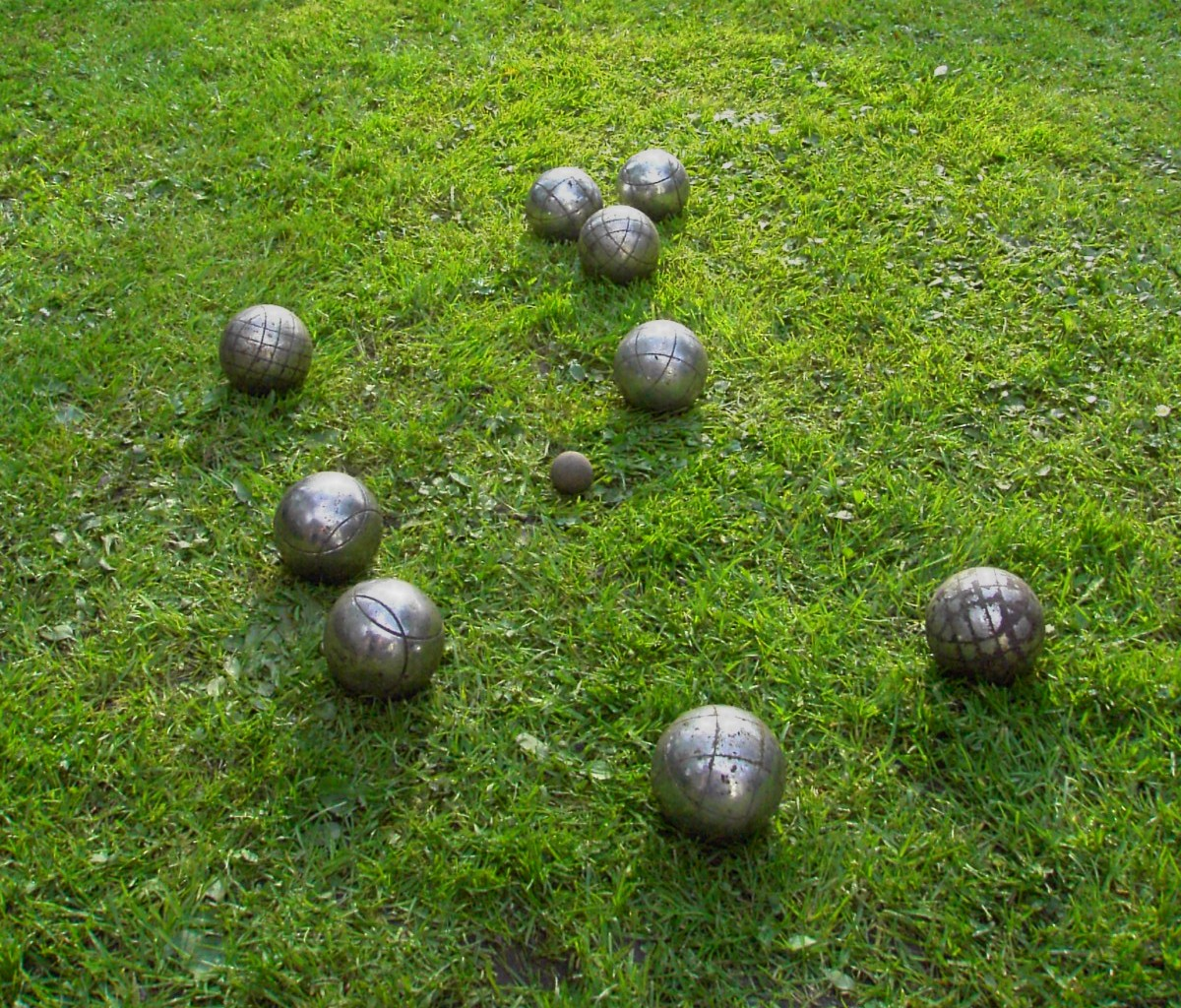
A játékban használt golyók a füvön

A pétanque játszható egyéniben (egy játékos – egy játékos ellen játékosonként 3 golyóval), duplettben (két játékos – két játékos ellen játékosonként 3 golyóval) és triplettben (három játékos – három játékos ellen játékosonként két golyóval).

### Felszerelés és pálya
A pétanque golyó fémből készül, átmérője legalább 70,5 milliméter és legfeljebb 80 milliméter. A kivétel az élénk színűre festett célgolyó, az „Öcsi”, amelynek anyaga fa, vagy műanyagból készül - nem mágnesezhető -, átmérője 30 milliméter. A fémgolyókon a könnyebb megkülönböztetés érdekében rovátkák vagy gravírozott minták, azonosító kód és márkanév található bevésve. Léteznek egyszerűbb, amatőr golyók, míg az azonosítóval ellátott, rozsdamentes versenygolyók jóval drágábbak. Országos és nemzetközi versenyeknél kötelező a versenygolyó használata. A fémgolyókat általában Öcsivel együtt árusítják. Léteznek kényelmet szolgáló eszközök is, mint például a golyófelszedő mágnes, öcsitároló, pontszámláló, dobókör, törlőkendő, mérőszalag vagy mérőzsinór. Ajánlott is valamilyen távolságmérő eszközt használni a szabályosság érdekében, versenyeken pedig pártatlan versenybírót és pontozótáblát kell biztosítani.
A pálya vízszintes, tömör alsó réteggel. A felső réteg 1,5 cm mélységű, zúzalékos, kicsit lazább az alsó rétegnél, de ideálisan tömör. Nagysága tetszés szerinti lehet, de nemzetközi és országos bajnokságban 15 méter hosszú és 4 méter széles, más versenyeken legalább 13 méter hosszú és 3 méter széles - a pálya szélétől legalább 1 méterre kell lennie a játéktérnek. A füves, műfüves, rekortán, nagyszemű kavicsos vagy tisztán homokos felület nem alkalmas pétanque-pályának, ugyanis ezeken a golyó túlzottan elsüllyed, vagy pattog és labdaként gurul, vagy akár meg is sérülhet.
A dobókör 50 cm átmérőjű, mozgatható eszköz, aminek egyazon meneten belül a helyén kell maradnia. A pont megszerzése után a dobókört az előző menetben eldobott öcsi helyére kell áthelyezni.

### Játékmenet
A játékban először az Öcsit dobja el a kezdő csapat, ami nem érhet semmihez és senkihez, és úgy kell megállnia, hogy a dobókörből legalább hat, legfeljebb tíz méter távolságra legyen, a pálya szélétől és bármilyen akadálytól pedig legalább egy méterre. A cél a saját golyót minél közelebb juttatni az Öcsihez. Mindig a rosszabb helyzetben lévő játékos vagy csapat következik, ha még van kézben golyója. A csapat a kör végén annyi pontot kap, ahány golyója közelebb állt meg az Öcsihez, mint az ellenfél legközelebbi golyója. A verseny akkor ér véget, ha az egyik csapat eléri a 13 pontot, és ezzel győz. A dobás pillanatától egészen a golyó célba érkezéséig tilos a lábakkal elmozdulni a dobókörből. A golyók eldobásának azonos módon: lefelé tartott tenyérrel markolva kell megtörténnie. A golyó leérkezése történhet a célzott, pontos helyre való dobással; az ellenfél golyójának kiütésével, kidobásával; és történhet a földre érkezés utáni célhelyre gurulással.

## Külső hivatkozások
- "Pétanque" szó kiejtése
- A Magyar Petanque Szövetség honlapja
- A Nemzetközi Pétanque Szövetség szabályai
- petanque.lap.hu – linkgyűjtemény